# Hipódromo do Cristal
Das Hippodrom Crystal vom Jockey Club de Río Grande del Sur im Stadtteil Cristal in Porto Alegre ist das wichtigste Zentrum für Pferderennen im brasilianischen Bundesstaat Rio Grande do Sul. Es wurde von dem uruguayischen Architekten Román Fresnedo Siri entworfen und 1959 eröffnet. Es gilt als bemerkenswertes Beispiel für moderne Architektur in Südamerika.
Pferderennen finden donnerstags statt. Eine Großveranstaltung ist der jährlich im November ausgetragene Grand Prize Bento Goncalves, ein Gruppe-1-Rennen über 2.400 m.

## Wichtige Rennen
| Monat     | Rennen                                  | Distanz           | Klasse       | Geschlecht/Alter |
| März      | Grand Prize Estado do Rio Grande do Sul | 2200 m            | Listenrennen |                  |
| Mai       | Grand Prize Diana                       | 2000 m            | Listenrennen |                  |
| Juni      | Grand Prize Taça de Cristal (Hengste)   | 1609 m ( 1 Meile) | Listenrennen | Hengste          |
| Juni      | G. P. Taça de Cristal (Stuten)          | 1609 m ( 1 Meile) | Listenrennen | Stuten           |
| Juli      | Grand Prize Copa ABCPCC                 | 1609 m ( 1 Meile) | Gruppe III   |                  |
| September | Grand Prize Protetora do Turfe          | 2200 m            | Gruppe III   |                  |
| November  | Grand Prize ABCPCC                      | 1200 m            | Listenrennen |                  |
| November  | Grand Prize Presidente da República     | 1609 m            | Listenrennen |                  |
| November  | Grand Prize Bento Gonçalves             | 2400 m            | Gruppe I     |                  |

Das Datum der Rennen kann von Jahr zu Jahr variieren.